# Natsværmer (sang)
 For alternative betydninger, se Natsværmer (flertydig). (Se også artikler, som begynder med Natsværmer)
Natsværmer er en sang med tekst skrevet af Lars H.U.G. og musik af H.U.G. og Johnny Voss. Sangen er indeholdt på Lars H.U.G.'s album Blidt over dig fra 1992 og udgivet på single samme år. På singlens B-side blev udgivet en anden sang fra albummet ""? er lykken så lunefuld".

## Coverversion af Anna David
Den danske sangerinde Anna David, der blev udgivet 4. marts 2011 indspillede et cover af sangen til TV2-programmet Toppen af Poppen, som en ny udgave af Lars H.U.G.s komposition. Nummeret  blev senere udgivet som single. 

### Hitliste for Anna Davids version
| Hitliste (2011)        | Højeste placering |
| ---------------------- | ----------------- |
| Danmark (Track Top-40) | 15                |